# アンハルト＝ツェルプスト

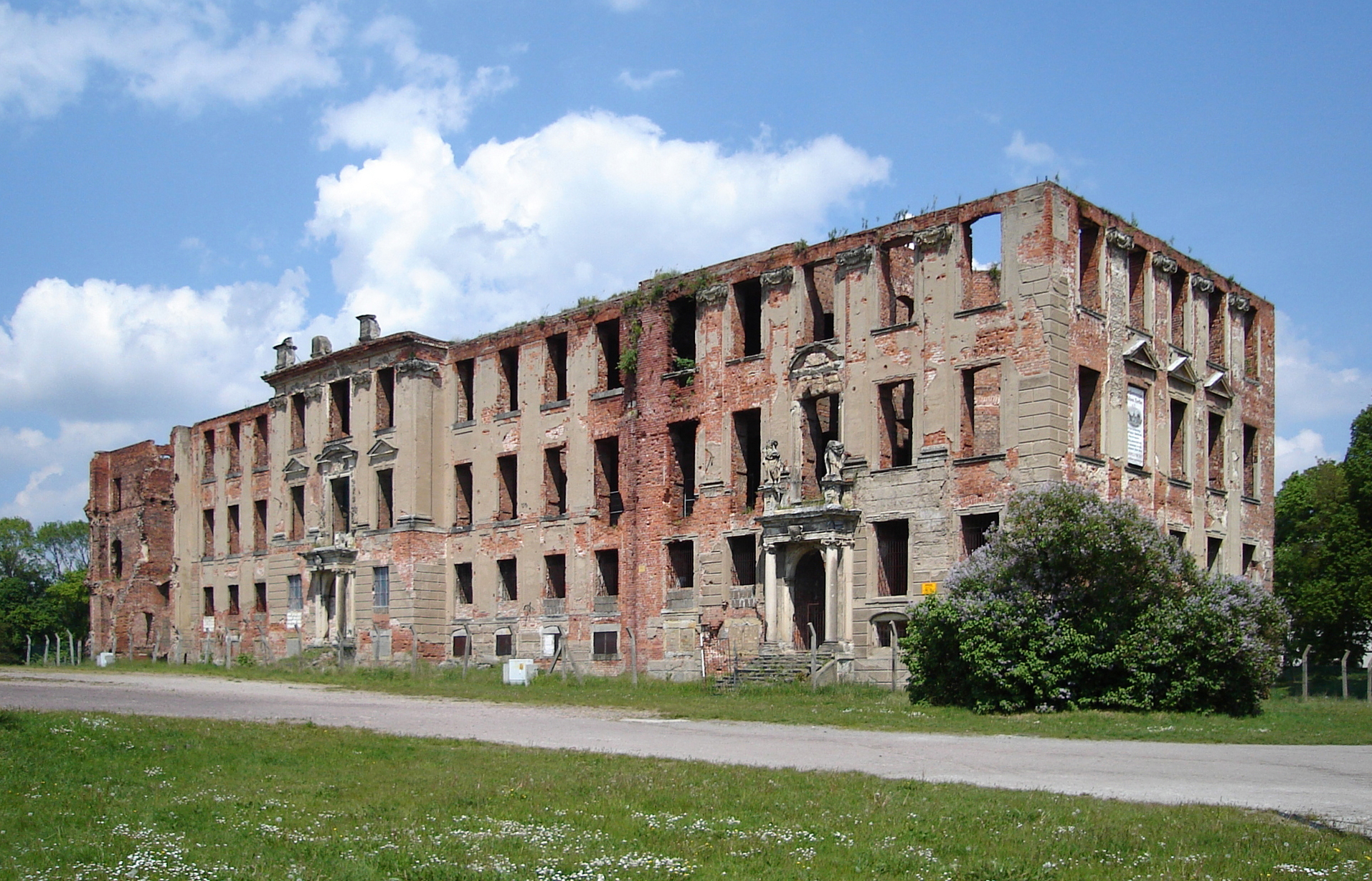
ツェルプスト城の遺構

アンハルト＝ツェルプスト侯領
Fürstentum Anhalt-Zerbst (ドイツ語)

アンハルト＝ツェルプスト（橙色）

アンハルト＝ツェルプスト侯領（Fürstentum Anhalt-Zerbst）は、現在のザクセン・アンハルト州にあった神聖ローマ帝国の侯領の一つ。アスカン家のアンハルト侯領の分割の結果として、1252年に最初に成立した。アンハルトには分割によりいくつかの侯領が形成され、アンハルト＝ツェルプストは1561年にアンハルト＝デッサウと統合した。しかし、1603年に再び領地の分割が行われ、いくつかの侯領の形成につながった。アンハルト＝ツェルプストのほか、アンハルト＝デッサウ、アンハルト＝ケーテン、アンハルト＝ベルンブルク、アンハルト＝プレッツカウの侯領が形成された。アンハルト＝ツェルプスト侯はツェルプストに居を構えた。

## 歴史
アスカン家のブランデンブルク辺境伯は、バルビー領主にツェルプストの城、町、およびその周辺地域を委ねた。1307年、アンハルト侯アルブレヒト1世は、当初はブランデンブルク領としてこの地域をバルビー領主から獲得し、ケーテン城を本拠地とするアンハルト系アスカン家の支配下に置かれることになった。ジークムント1世は1396年まで弟たちと共同摂政として統治し、その後分割相続の結果デッサウとツェルプストを手に入れたが、後の侯爵らと同様にデッサウ城に居住した。1544年、ジークムント1世の曾孫ヨハン4世は、新たな遺産分割によりアンハルト＝ツェルプストを独立した侯領として受け取り、それまで一族のさまざまな分家が居住していたツェルプスト城および、エルベ川流域のロスラウ城に移った。
1606年にアンハルト全土が改革派に改宗したが、1644年にアンハルト＝ツェルプストはルター派の信仰に戻った。しかし、アンハルトにおける2つのプロテスタント信仰の存在は、重大な影響を及ぼすことはなかった。
1667年、複雑な相続手続きを通じてフリースラントのイェファーの領地を継承した。しかし侯爵自身がこの遠く離れた地域を訪れることはほとんどなく、通常は近親者が代理人を務めた。1717年のクリスマスに、この小領は大洪水に見舞われ、1,000人以上が亡くなった。
1667年から1677年にかけてコスヴィヒ城が建設された。1681年から1696年にかけて、カール・ヴィルヘルムは荒廃したツェルプスト城をバロック様式の邸宅に改装し、そこに居を移した。1674年、カール・ヴィルヘルムはドルンブルクの飛び地にある城も手に入れ、そこに新しい城を建て、それを弟のヨハン・ルートヴィヒ1世に譲った。
1742年にカール・ヴィルヘルムの息子ヨハン・アウグストが亡くなると、侯領はアンハルト＝ツェルプスト＝ドルンブルク侯ヨハン・ルートヴィヒ1世の息子であるヨハン・ルートヴィヒ2世と、プロイセン軍元帥を務めシュテッティンに住んでいた弟のクリスティアン・アウグストに引き継がれた。クリスティアン・アウグストの息子フリードリヒ・アウグストは1747年にアンハルト＝ツェルプスト侯となった。フリードリヒ・アウグストが1752年に成人するまでは母ヨハンナ・エリーザベトが統治し、1750年からは焼け落ちたドルンブルク城を未亡人の住居として壮麗なバロック様式の邸宅に改装した。ヨハンナ・エリーザベトの兄アドルフ・フレドリクは1751年にスウェーデン王位に就き、娘ゾフィー（後のエカチェリーナ2世）はプロイセン王フリードリヒ2世の勧めで1743年にロシアの王位継承者ピョートルと結婚していた。
しかし、七年戦争の初期の段階で、ヨハンナ・エリーザベトとその息子フリードリヒ・アウグストは、ロシアと戦争中のプロイセンと衝突した。そのため、1758年にプロイセン軍が侯領を占領し、ヨハンナ・エリーザベトとフリードリヒ・アウグストは海外に逃亡した。ヨハンナ・エリーザベトは2年後にパリで亡くなったが、フリードリヒ・アウグストはほとんどをバーゼルで過ごし、最後にルクセンブルクに滞在した。フリードリヒ・アウグストは領地を評議員に統治させたため、その治世は無秩序な状態となった。1778年から1783年にかけて、フリードリヒ・アウグストはツェルプストとイェファーの連隊（合計1,152人）をイングランドに売却し、すぐにアメリカの植民地に向かわせた。兵士の多くは航海中に生き残れなかったか、新大陸到着後に脱走した。
1793年、フリードリヒ・アウグストは男子後継者を残さずに亡くなった。ツェルプスト侯領は1797年にアンハルト＝ベルンブルク、アンハルト＝ケーテン、アンハルト＝デッサウの他のアンハルト侯領に分割された。1797年12月28日、ツェルプストの町がくじ引きでアンハルト＝デッサウ侯レオポルト3世の手に落ちた。イェファー領は女子相続が認められていたため、姉のエカチェリーナ2世に譲られ、1818年までロシアの統治下に置かれた。フリードリヒ・アウグストの未亡人フリーデリケ・アウグステ・ゾフィー（1744年 - 1827年）は、義姉エカチェリーナ2世により「ロシア帝国の総督」に任命され、1806年まで務めた。
1994年から2007年7月1日まで、アンハルト＝ツェルプストの名はザクセン＝アンハルト州のアンハルト＝ツェルプスト郡の名として復活し、その範囲は実質的にアンハルト＝ツェルプスト侯の領土（イェファーを除く）に相当していた。

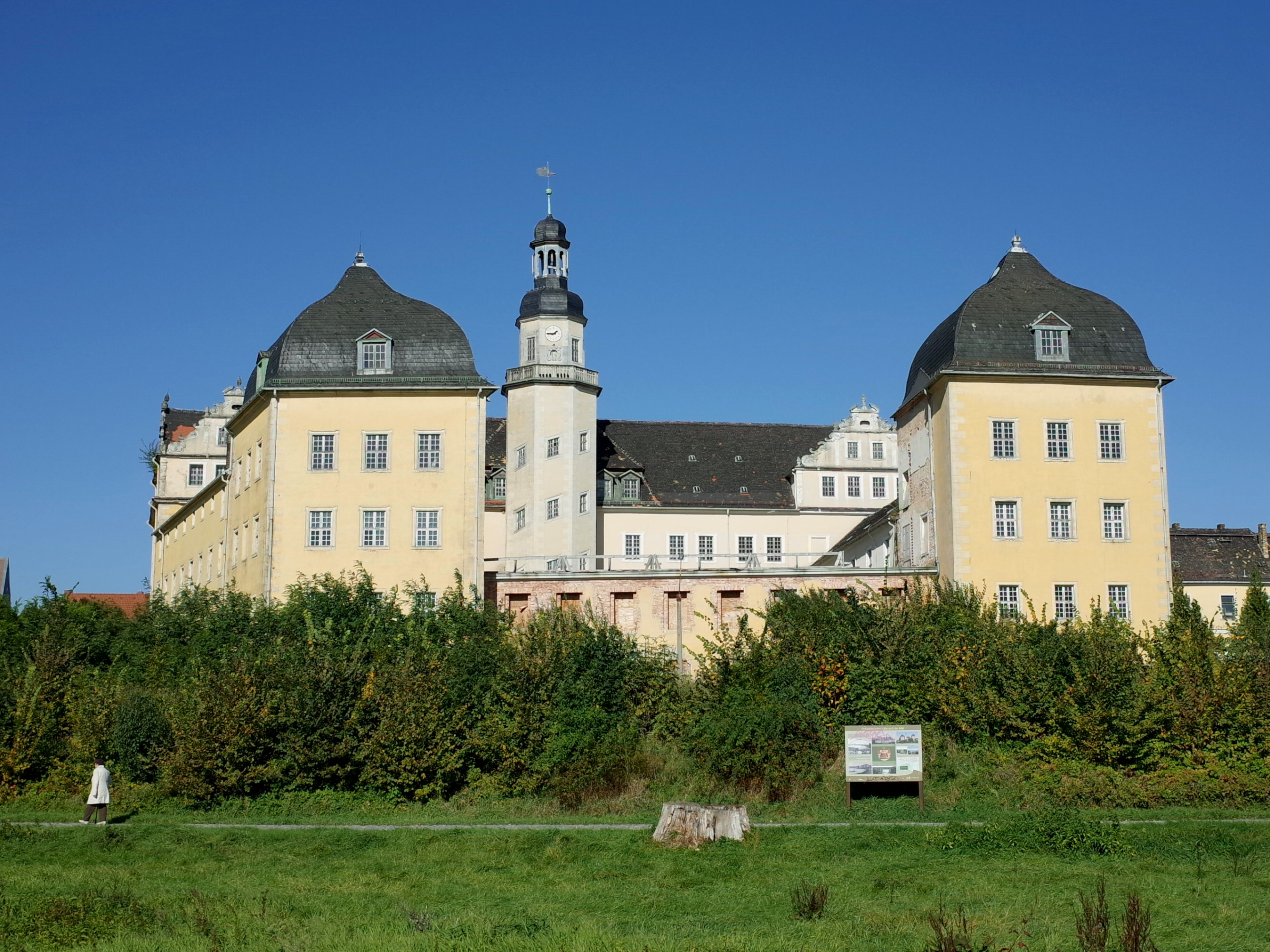
コスヴィヒ城
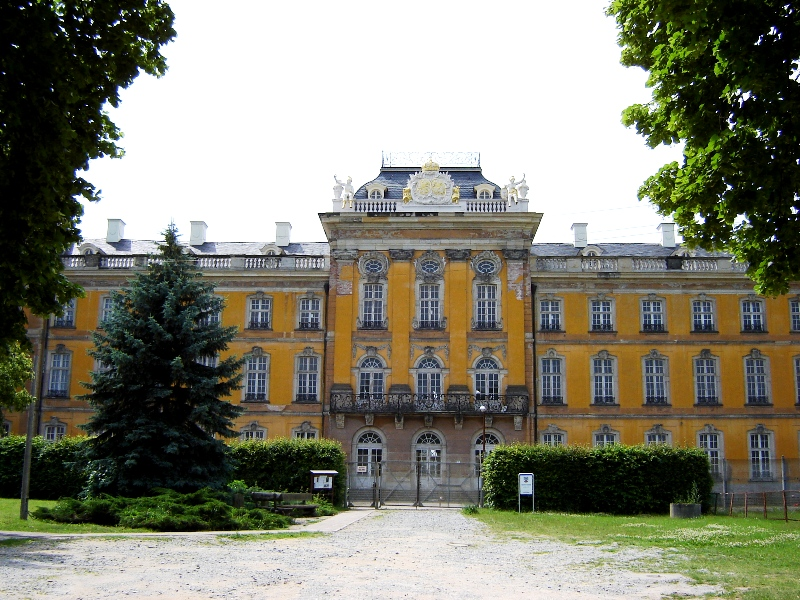
ドルンブルク城（ゴンマーン近郊）
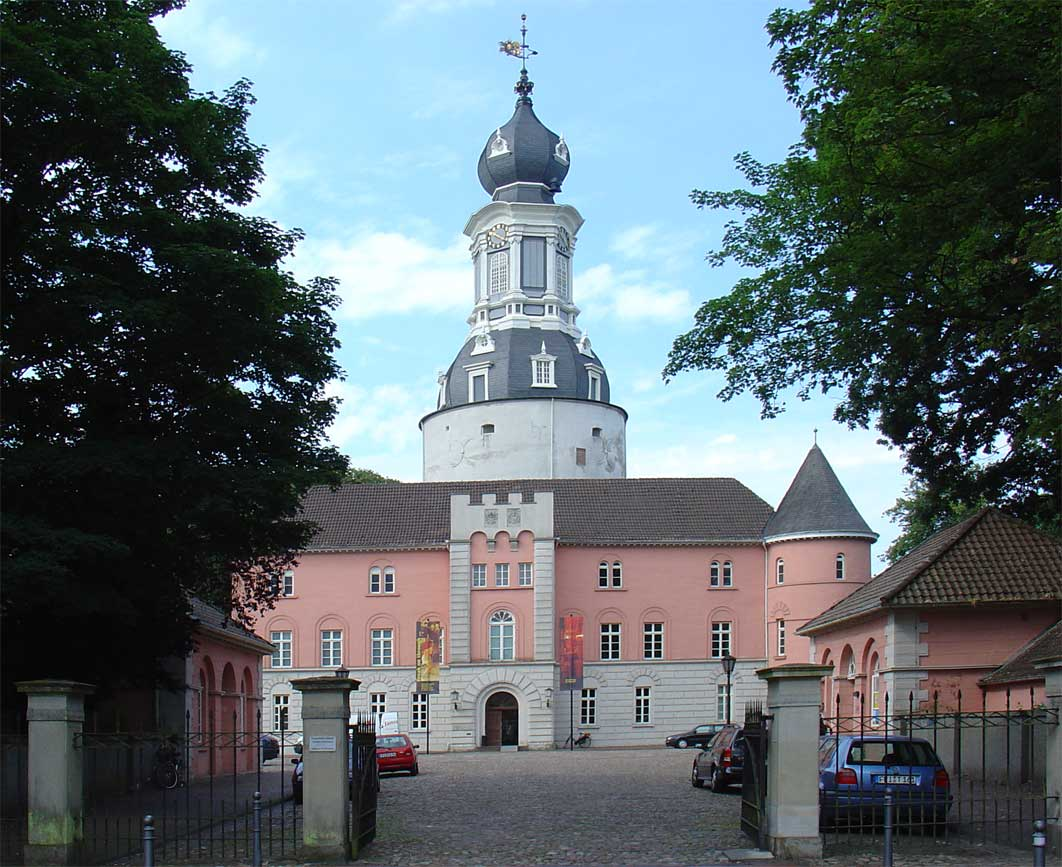
イェファー城

## 歴代侯爵（Fürst）

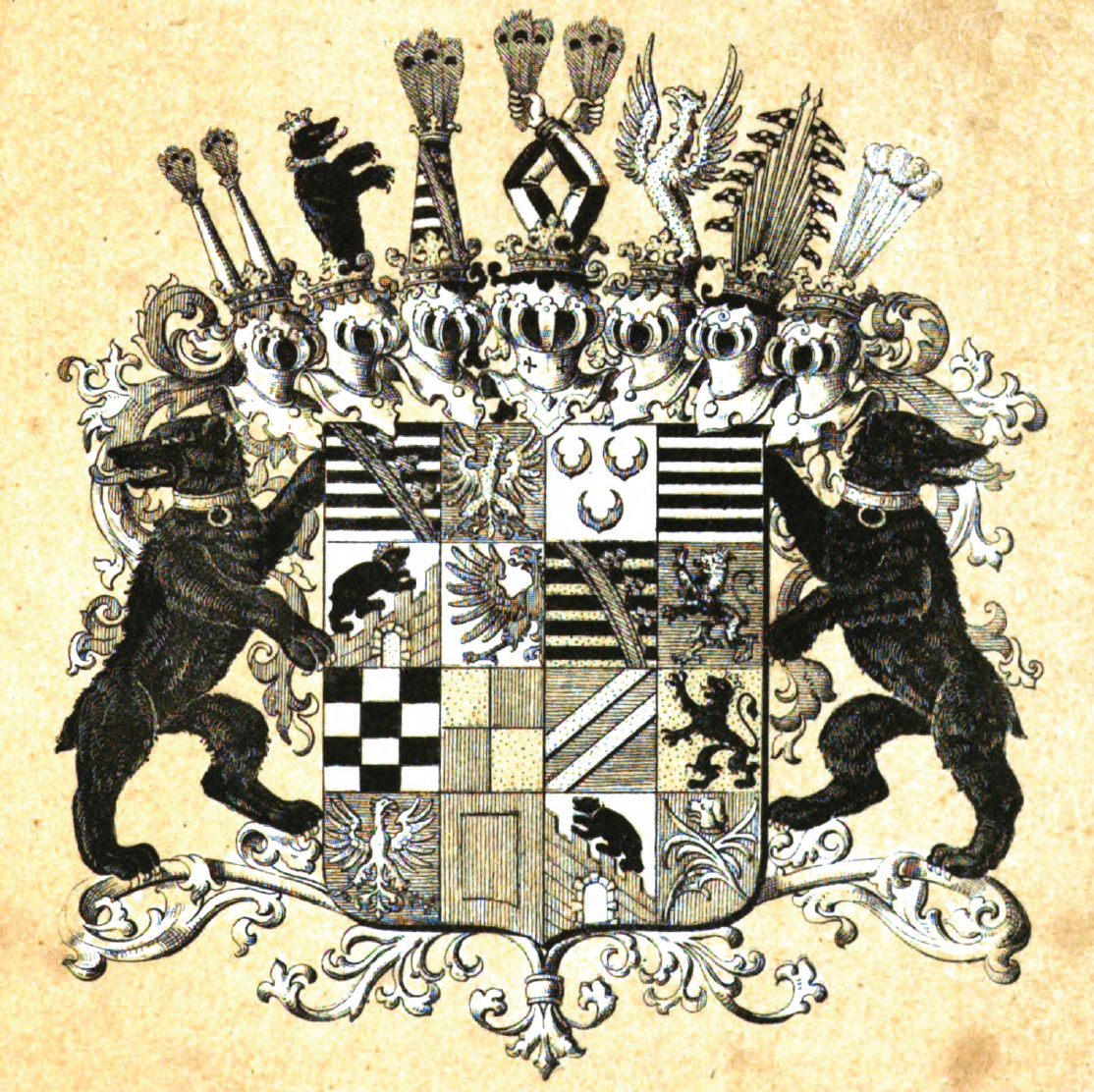

### 侯爵（1252年 - 1396年）
- ジークフリート1世（1252年 - 1298年）
- アルブレヒト1世（1298年 - 1316年）
- アルブレヒト2世（1316年 - 1362年）
  - アルブレヒト3世（1359年） - 共同摂政
- ヴァルデマール1世（1316年 - 1368年）
- ヨハン2世（1362年 - 1382年）
  - ヴァルデマール2世（1368年 - 1371年） - 共同摂政
- ヴァルデマール3世（1382年 - 1391年） - 共同摂政
- ジークムント1世（1382年 - 1396年） - 共同摂政
- アルブレヒト4世（1382年 - 1396年） - 共同摂政

1396年にアンハルト＝デッサウおよびアンハルト＝ケーテンに分割

### 侯爵（1544年 - 1796年）
- ヨハン4世（1544年 - 1551年）
- カール1世（1551年 - 1561年）
  - ベルンハルト7世（1551年 - 1570年） - 共同摂政
  - ヨアヒム・エルンスト（1551年 - 1586年） - 共同摂政、後にアンハルト全土を統一し単独統治者となる。その後、息子らはアンハルトを再び分割した。
- ルドルフ1世（1603年 - 1621年）
- ヨハン6世（1621年 - 1667年）
  - アウグスト・フォン・アンハルト＝プレッツカウ - 摂政（1621年 - 1642年）
- カール・ヴィルヘルム（1667年 - 1718年）
  - ゾフィー・アウグスタ・フォン・シュレースヴィヒ＝ホルシュタイン＝ゴットルプ - 摂政（1667年 - 1674年）
- ヨハン・アウグスト（1718年 - 1742年）
- ヨハン・ルートヴィヒ2世（1742年 - 1746年）
  - クリスティアン・アウグスト（1742年 - 1747年） - 共同摂政
- フリードリヒ・アウグスト（1747年 - 1793年）
  - ヨハンナ・エリーザベト - 摂政（1747年 - 1752年）
- ゾフィー・アウグステ・フリーデリケ（ロシア女帝エカチェリーナ2世）（1793年 - 1796年） - イェファーのみ